# Karl Joseph Schulte
Karl Joseph Schulte, nemški rimskokatoliški duhovnik, škof in kardinal, * 14. september 1871, Valbert, † 11. marec 1941.

## Življenjepis
22. marca 1895 je prejel duhovniško posvečenje.
30. novembra 1909 je bil imenovan za škofa Paderborna, potrjen 7. februarja 1910 in 19. marca istega leta je prejel škofovsko posvečenje.
8. marca 1920 je bil imenovan za nadškofa Kölna in ustoličen je bil 25. marca 1920.
7. marca 1921 je bil povzdignjen v kardinala in imenovan za kardinal-duhovnika Ss. Quattro Coronati.